# The Thief of the Desert
Pour plus de détails, voir Fiche technique et Distribution.
The Thief of the Desert (littéralement, Le Voleur du désert) est un film muet américain réalisé par Lynn Reynolds, sorti en 1916.

## Fiche technique
- Titre : The Thief of the Desert
- Réalisation : Lynn Reynolds
- Scénario : Lynn Reynolds
- Producteur : Carl Laemmle
- Société de production :  Universal Film Manufacturing Company
- Société de distribution :  Universal Film Manufacturing Company
- Pays d'origine :  États-Unis
- Langue : film muet avec les intertitres en anglais
- Métrage : 300 m (1 bobine)
- Format : Noir et blanc — 35 mm — 1,33:1 — Muet
- Genre : Film dramatique
- Durée : 10 minutes
- Dates de sortie : 
  -  États-Unis : 5 mai 1916

## Distribution
- Val Paul (en) : Ali Ben
- Myrtle Gonzalez : Zoradi, la fille d'Ali
- Walter Belasco (en) : Hassan Bey
- Fred Church : Enver Kahn
- William A. Crinley : Said Shrad